# 施瓦察赫河 (雷德尼茨河支流)
49°19′53″N 11°4′11″E / 49.33139°N 11.06972°E

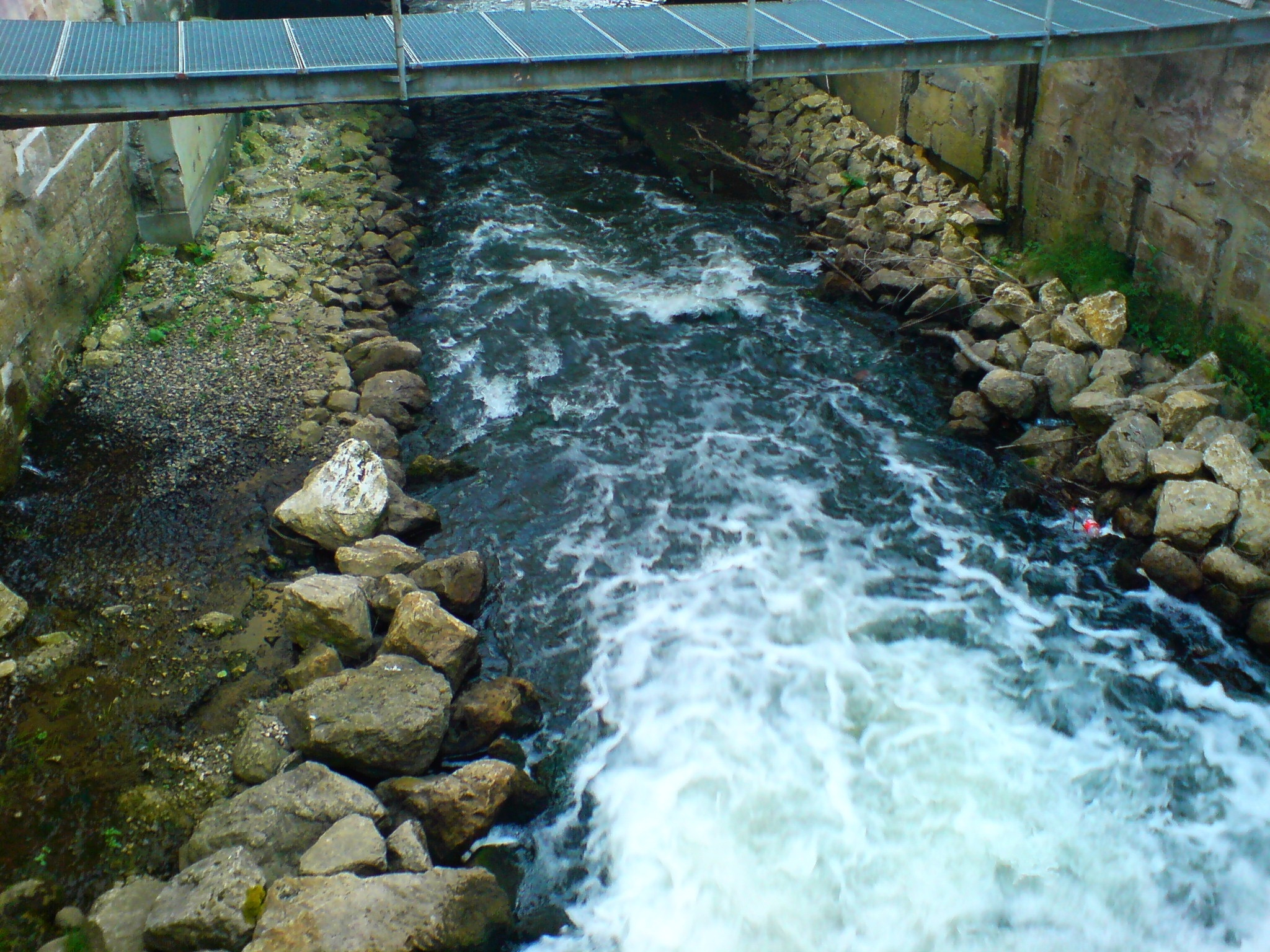

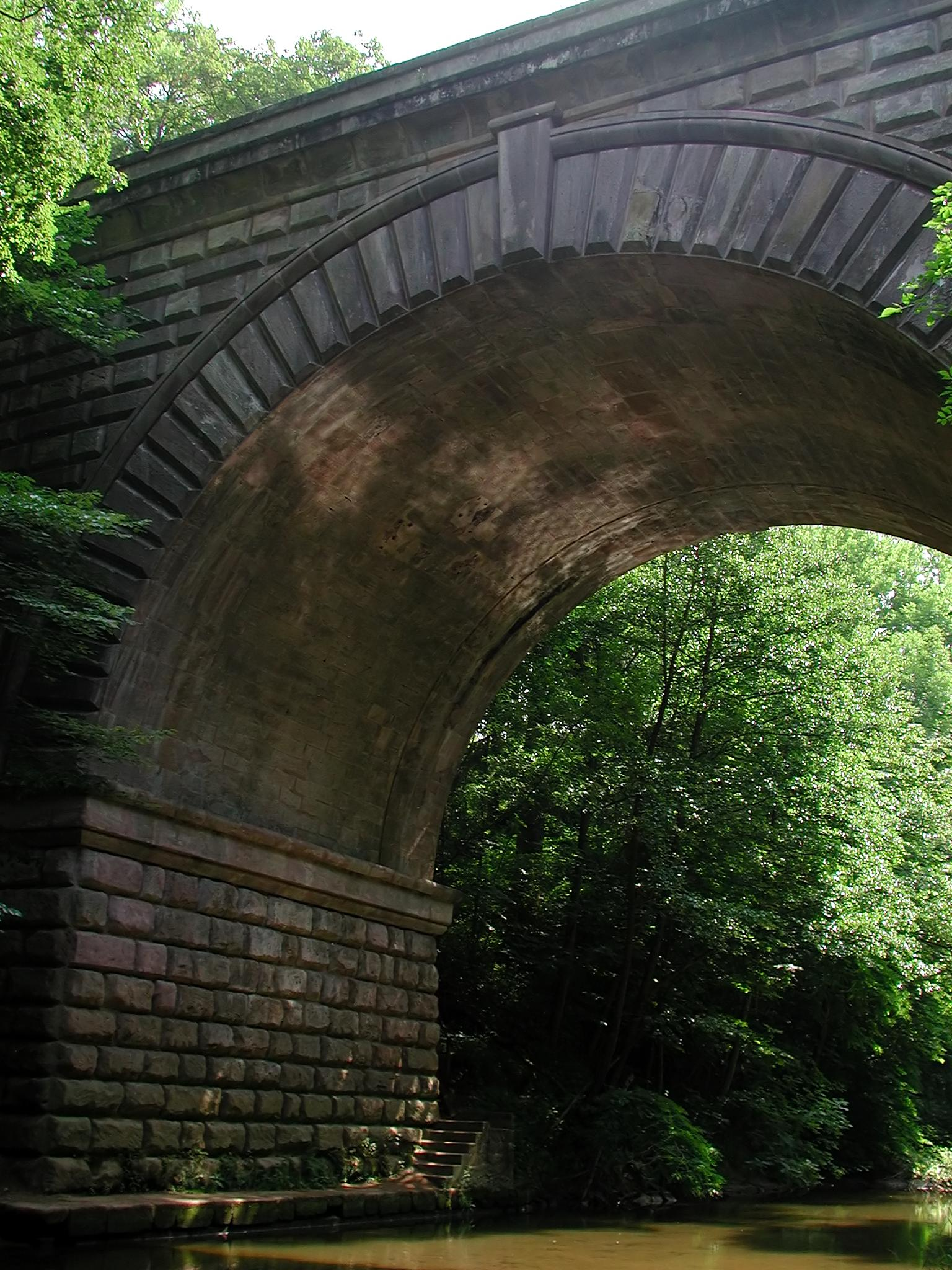

施瓦察赫河是德國的河流，位於該國東南部，由巴伐利亞負責管轄，屬於雷德尼茨河的右支流，河道全長55.6公里，流域面積304平方公里，河口處在施瓦巴赫。